# Тројка (ТВ серија)
Тројка је телевизијска серија из 2013. године. Снимљена је у продукцији РТВ Среће из Сомбора. Серија говори о животу тинејџера у сеоској средини. Сценаристи су Марко Лончар (7 епизода) и Леа Јевтић (3 епизоде), а редитељ је Леа Јевтић.

## Радња
Серија о животу тинејџера у сеоској средини. Прича говори о два брата, Душану и Алекси, и њиховој сестри Иви, којима мајка плаћа да дођу на село и чувају њену кућу док је она на меденом месецу са својим петим мужем. Да не буде све баш идеално како су замишљали побринуле су се "откачене" комшинице Нина и Мина.

## Улоге
| Глумац           | Улога           |
| ---------------- | --------------- |
| Милош Јевтић     | Душан Јовић     |
| Леа Јевтић       | Ива Јовић       |
| Марко Лончар     | Алекса Јовић    |
| Јована Јовановић | Нина            |
| Тамара Попић     | Мина Карабаткић |

## Сезоне
| Сезона | Сезона | Епизода | Премијерно емитовање | Премијерно емитовање |
| Сезона | Сезона | Епизода | Почетак емитовања    | Завршетак емитовања  |
| ------ | ------ | ------- | -------------------- | -------------------- |
|        | 1      | 10      | 20. фебруар 2013.    | 1. мај 2013.         |

## Списак епизода
| Бр. еп.     | Назив епизоде         | Премијерно емитовање |
| ----------- | --------------------- | -------------------- |
| Прва сезона |                       |                      |
| 1           | Почетак краја         | 20. фебруар 2013.    |
| 2           | Часови                | 27. фебруар 2013.    |
| 3           | Талент шоу            | 6. март 2013.        |
| 4           | Изгубљено - нађено    | 13. март 2013.       |
| 5           | Мала невеста специјал | 20. март 2013.       |
| 6           | Комплекси             | 27. март 2013.       |
| 7           | Савршен поклон        | 3. април 2013.       |
| 8           | Од јутра до сутра     | 17. април 2013.      |
| 9           | Пољубац               | 24. април 2013.      |
| 10          | Одлазак и долазак     | 1. мај 2013.         |